# سارة باركاك
ساره باركاك  (بالإنجليزية: Sarah Parcak) هي عالمة أمريكية تخصصت في تعيين مواقع آثار القدماء على الأرض بواسطة الاستشعار عن بعد. وهي أستاذة ب جامعة ألاباما بالولايات المتحدة الأمريكية، وانشأت معملا للرصد بواسطة الاقمار الصناعية. تهتم بالآثار المصرية القديمة وكذلك بآثار الرومان. وقد أنابت للتصوير بالأقمار الصناعية مواقعا في مصر وفي روما يرجح وجود آثار للقدماء فيها.
بالمشاركة مع زوجها د. جريج مامفورد يقومان بمسح لتفقد أماكن احتمال وجود آثار للفراعنة في الفيوم وسيناء وبعض مناطق شرق الدلتا في مصر. وهما يقرنان صور القمر الصناعي الضوئية بصور لقمر صناعي يلتقط الأشعة تحت الحمراء، هذا التطابق يعمل على توضيح بنيات وآثار تحت الأرض. تبلغ دقة الصور نحو 1 متر، أي يستطيع المرء التفرقة بين أشياء أطوالها متر وعرضها متر على الأقل.

## من مجهوداتها
قامت الاستاذة باركاك خلال الاعوام 2003 و2004 بتحليلات لصور التقطت بواسطة الأقمار الصناعية بواسطة الأشعة تحت الحمراء والرادار وعثرت على 132 موقع يشتد فيها احتمال وجود آثار للقدماء مختفية تحت الأرض. بعض تلك المواقع يرجع تاريخه إلى نحو 3000 سنة قبل الميلاد.
وهي تقوم بالمشاركة مع زوجها د. جريج مومفورد بإجراء مسح لمساحات واسعة وكذلك أعمال تنقيب في مواقع من المحتمل وجود آثار فيها لقدماء المصريين، في الفيوم وشبه جزيرة سيناء وفي شرق الدلتا. وقد استخدما تقنيات متعددة للتصوير بالأقمار الصناعية للبحث عن مواقع آثار وللبحث عن مصادر ماء. وطبقا لنظرة باركاك فهي ترى في هذه الطريقة توفيرا للوقت والتكلفة التي يحتاجها التنقيب عن الآثار.
في عام 2007 أنشأت ساره باركاك «معملا للرصد الصحي العالمي» Laboratory for Global Health Observation
تابعا لجامعة ألاباما في برمنجهام.

## أفلام وثائقية
في مايو 2011 قامت محطة الإذاعة البريطانية بي بي سي بإذاعة فيلم وثائقي تحت عنوان «مدن مصر المفقودة» وصفت فيه باركاك ما توصلت المجموعة العلمية التي تعمل معها من اكتشافات عن طريق أقمار صناعية تقوم بالتصوير بالأشعة تحت الحمراء. تنتمي تلك الأقمار الصناعية إلى ناسا والبعض الآخر لهيئات أهلية.
وأعلنت المجموعة عن اكتشاف 17 هرما جديدا في مصر بالإضافة إلى ما يزيد عن 1000 موقع للقبور وسكنى القدماء خارج منطقة صا الحجر.
ref>Cronin، Frances (25 مايو 2011). "Egyptian pyramids found by infra-red satellite images". BBC News(Bbc.co.uk). مؤرشف من الأصل في 2019-10-30. اطلع عليه بتاريخ 2012-12-10.</ref> وقام وزير الآثار المصري في ذلك العهد زاهي حواس بالتعليق عل تلك الاكتشافات وأصفح بانها أماكن لم تستكشف حتى الآن من علماء الآثار المصريين.
كما قامت إذاعة سي إن إن في مايو 2012 بإذاعة برنامجا لمدة نصف ساعة تحت عنوان «القائمة التالية» اشتركت فيه ساره ببحوث يشترك فيها نشطاء من جميع أنحاء العالم لمسح كل بلاد العالم.
.

## اقرأ أيضا
- زاهي حواس
- فاروق الباز
- دهشور
- هرم ميدوم
- كريستيانه باكر

## وصلات خارجية
- سارة باركاك بجامعة يال، الأمريكية محاضرة بعنوان "مستقبل علم الآثار: مداخل العلوم الفضائية لكشف المناطق القديمة
- سارة باركاك بقناة بي بي سي البريطانية: الكشف عن 17 هرم بمصر باستخدام التصوير الفضائي بالأشعة تحت الحمراء
- محاضرة سارة باركاك بتيد إكس
- سارة باركاك بقناة ناشيونال جيوجرافيك
- FOX News coverage of Dr. Parcak's work
- Egypt: What Lies beneath" BBC Documentary on Parcak's work